# Yukhary Oysyuzlyu
Yukhary Oysyuzlyu (ryska: Юхары-Оксюзлю) är en ort i Azerbajdzjan.   Den ligger i distriktet Tovuz Rayonu, i den västra delen av landet, 400 km väster om huvudstaden Baku. Yukhary Oysyuzlyu ligger 573 meter över havet och antalet invånare är 5 763.
Terrängen runt Yukhary Oysyuzlyu är kuperad. Närmaste större samhälle är Qovlar, 16,0 km öster om Yukhary Oysyuzlyu.
Trakten runt Yukhary Oysyuzlyu består till största delen av jordbruksmark. Runt Yukhary Oysyuzlyu är det ganska tätbefolkat, med 58 invånare per kvadratkilometer.